# Liolaemus copiapensis
Liolaemus copiapensis este o specie de șopârle din genul Liolaemus, familia Tropiduridae, descrisă de Müller și Hellmich 1933. Conform Catalogue of Life specia Liolaemus copiapensis nu are subspecii cunoscute.